# عروس‌ها
عروس‌ها (انگلیسی: Sisters-in-Law; کره‌ای: 별별 며느리) یک مجموعه تلویزیونی کره جنوبی سال ۲۰۱۷ با بازی هام اون-جونگ، لی جو یون، کانگ کیونگ-جون و چا دو جین است. این مجموعه در ام‌بی‌سی به صورت روزانه از ساعت ۲۰:۵۵ تا ۲۱:۳۰ (کی‌اس‌تی) پخش شد و با شروع قسمت ۴۰، به روزهای دوشنبه و پنجشنبه منتقل شد و ساعت ۲۰:۵۵ (کی‌اس‌تی) به صورت دو قسمت پشت سرهم پخش شد.